# Volčkova vas
Volčkova vas este o localitate din comuna Šentjernej, Slovenia, cu o populație de 72 de locuitori.